# Island of Ponds
Het Island of Ponds is een eiland van 92 km² in de Canadese provincie Newfoundland en Labrador. Het ligt in het oosten van de regio Labrador en telt 87 inwoners (2021).

## Geografie
Het Island of Ponds ligt in de Labradorzee op amper 2,5 km voor de oostkust van het vasteland van Labrador. Het schiereiland Musgrave Land ligt ruim 3 km noordwestelijk van het Island of Ponds, terwijl het grote Spotted Island slechts anderhalve kilometer verder noordwaarts ligt.
Het eiland grenst in het oosten aan de open zee. De wateren ten zuiden en westen ervan staan daarentegen bekend als de Porcupine Bay en die ten noordwesten als de Rocky Bay. Dit zijn twee in de verbinding met elkaar staande zeegaten die het Island of Ponds van het vasteland scheiden. De wateren tussen het Island of Ponds en Spotted Island staan bekend als de Domino Run.
Het eiland dankt haar naam, die letterlijk "eiland van vijvers" betekent, aan de honderden meertjes en poelen die het eiland rijk is. In het oosten telt het Island of Ponds daarenboven drie grote schiereilanden. Op het noordelijkste van de drie ligt het dorp Black Tickle en het aangrenzende gehucht Domino, de enige bewoonde plaatsen van het eiland. Op het middelste schiereiland ligt voorts nog het spookdorp Batteau.
Tussen enerzijds het westelijkste punt en anderzijds de kaap van het middelste schiereiland ligt een afstand van 17 km. De maximale breedte van noord naar zuid bedraagt zo'n 9 km.

## Transport
Vanuit de outport Black Tickle vertrekt tijdens de warme maanden wekelijks een veerboot naar het noordwestelijker gelegen dorp Cartwright (113 km; vierenhalf uur).
Er is ook een vliegveld genaamd Black Tickle Airport. Van hieruit doet PAL Airlines anno 2021 twee bestemmingen aan, met name Cartwright en Charlottetown.

## Demografie
Demografisch gezien is het Islands of Ponds, net zoals de meeste afgelegen plaatsen in de provincie, aan het krimpen. Tussen 1991 en 2021 daalde de bevolkingsomvang van 260 naar 87. Dat komt neer op een daling van 173 inwoners (-67%) in dertig jaar tijd.
| Demografische ontwikkeling van het Islands of Ponds tussen 1991 en 2021 |
| ----------------------------------------------------------------------- |
|                                                                         |
| Bron: Statistics Canada (1991–1996, 2001–2006, 2011–2016, 2021)         |

Deze daling heeft vooral te maken met de vergrijzing en de zware levensomstandigheden op het eiland. Zo is er slechts karige bevoorrading van voedsel en brandstof, geregelde vervuiling van het drinkwater en werkloosheid. Het dorp zou aanspraak kunnen maken op het provinciale hervestigingsprogramma, maar de grote meerderheid van de overblijvende inwoners is gekant tegen hervestiging.